# Економіка Таїланду
Таїланд — аграрно-промислова країна. Місцева економіка базується на рибальстві і видобутку корисних копалин. Бл. 70 % економічно активного населення зайняті в сільському господарстві. Основні галузі промисловості: гірнича (вольфрамова, олов'яна, дорогоцінні камені та ін.), металообробна, машинобудівна, нафтохімічна, харчова, електронна, текстильна, паперова, цементна. Транспорт — автомобільний, залізничний, морський, річковий. Основні порти: Бангкок, Сонгкхла, Трат, Пхукет, Саттахіп. Міжнародний аеропорт Бангкоку: Суварнабхумі. Є регулярне авіасполучення з багатьма містами країни.

## Історія
З 1970-х років середньорічні темпи зростання економіки країни становили бл. 7 %, а в окремі роки досягали 13 %. Валовий національний продукт з розрахунку на душу населення в 1997 оцінювався бл. 2800 дол.
Трудові ресурси Таїланду в 1997 оцінювалася в 34 млн чол., з них 57 % зайнято в сільському господарстві, 17 % в промисловості, 11 % в торгівлі і 15 % в сфері послуг і на державній службі.
За даними [Index of Economic Freedom, The Heritage Foundation, U.S.A. 2001]: ВВП — $ 158,6 млрд.Темп зростання ВВП — (-9,4)%. ВВП на душу населення — $2593. Прямі закордонні інвестиції — $ 5,8 млрд. Імпорт — $ 55 млрд. (г.ч. Японія — 23 %; США — 14 %; Сінгапур — 5 %; Малайзія — 5,2 %; Німеччина — 5,1 %). Експорт — $ 72,8 млрд. (г.ч. США — 22 %; Японія — 13 %; Сінгапур — 8,7 %; Гонконг — 5 %; Нідерланди — 3,4 %). Експортують комп'ютери і комплектуючі, інтегральні схеми, електричні трансформатори, ювелірні вироби, готовий одяг, тканини, різноманітну продукцію з пластику, олово, плавиковий шпат, цинкову руду, сільськогосподарську продукцію (рис, каучук, тапіока, сорго, кенаф, джут), морепродукти. Імпорт складається в основному з машин і обладнання, споживчих товарів, нафти і нафтопродуктів.

## Економічне районування
Економічно найрозвиненіший Центральний район Таїланду. У Бангкоку і його околицях зосереджена більшість промислових підприємств, банків, торгових фірм і транспортних об'єктів. На Центральній рівнині — найродючіші землі Таїланду. Тут вирощують рис, цукрову тростину, кукурудзу, маніок. Економічний розвиток північного сходу стримується через малородючі ґрунти, порівняно посушливий клімат і недостачу грошових ресурсів. Незважаючи на реалізацію державних програм дорожнього будівництва, поліпшення системи водопостачання і зміцнення сфери соціального обслуговування, подолати відсталість району не вдається, і він є найбіднішим в країні. У Північному Таїланді здавна головним товаром була деревина, але в зв'язку з поширенням землеробства і надмірними вирубками площа лісів істотно скоротилася. Сьогодні на державних землях промислові лісозаготівлі заборонені. На півдні країни є безліч невеликих рибальських гаваней. Через головні місцеві порти Сонгкхла і Пхукет ведуться зовнішньоторговельні операції. Основна продукція цього району — каучук і олово.

## Сільське господарство
Сільське господарство. З середини 1970-х років відбувалося зменшення ролі сільського господарства, в якому в 1996 було створено лише 10 % ВВП проти 34 % в 1973. Проте галузь задовольняє внутрішній попит на продукти харчування. Приблизно третину всієї території країни займають угіддя, що обробляються, з них половина відведена під посіви рису. Вирощують маніок, цукрову тростину, кукурудзу і ананаси, бавовник і джут. Тваринництво грає підлеглу роль. Розвинене рибальство. У харчовому раціоні таїландців риба є головним джерелом білків. Наприкінці 1990-х років по улову морепродуктів Таїланд займав 9-е місце у світі (бл. 2,9 млн т).

## Обробна промисловість
Обробна промисловість розвивалася бурхливими темпами в 1990-ті роки і стала найважливішим сектором економіки, в якому в 1996 було створено майже 30 % ВВП. Розвинені такі галузі промисловості, як електронна, нафтохімічна, збирання автомашин, ювелірна обробка. У 1960-1970-ті роки виникли підприємства текстильної і харчової промисловості. Продовжується зростання випуску тютюнової продукції, пластичної маси, цементу, фанери, автомобільних шин. Населення Таїланду займається традиційними кустарними промислами — різьбленням по дереву, виробництвом шовкових тканин і лакових виробів.

## Енергетика
Енергетика сильно залежить від імпорту нафти. У 1982 частка нафти становила 25 % вартості імпорту. Цей показник знизився до 8,8 % у 1996 через загальне розширення ввезення. Енергетична криза, пов'язана зі зростанням цін на рідке паливо, змусила Таїланд шукати альтернативні підходи. Найбільш значущі результати принесло відкриття морських родовищ природного газу і розвиток ГЕС. У середині 1990-х років залежність від імпорту нафти знову зросла. Більшість населених пунктів в Таїланді електрифікована. У споживанні електроенергії перед веде ареал Бангкока. Виробництво електроенергії — 46 млрд кВт·год (1990). Виробництво електроенергії у 2015 році становило 167,9 млрд кВт·год.

## Азартні ігри
Азартні ігри в Таїланді, крім ставок на перегони або спонсоровані урядом Тайські лотереї, заборонені. За заборону відповідає закон Про азартні ігри 1935 року, що забороняє більше 120 картярських ігор, а будь-яка форма гри, окрім кількох дозволених, розглядається, як порушення закону. При цьому, в країні проводяться незаконні азартні ігри в казино та інші форми грального бізнесу, як у Бангкоку, так і деяких провінційних містах. Незважаючи на заборону, гральний бізнес як і раніше залишається найважливішою частиною тайського життя.